# دزيوة
دزيوة تجمع حضري ثانوي تابعة إداريا لبلدية العالية بدائرة الحجيرة بولاية تقرت الجزائرية.

## الموقع
تقع قرية دزيوة غرب مدينة تقرت، يمر بها الطريق الوطني رقم 1ب.